# Claire Temple
Claire Temple es un personaje ficticio que aparece en las historias de Marvel Comics. Es una enfermera afroamericana, que está afiliada principalmente con el superhéroe Luke Cage.
El personaje ha aparecido, interpretado por la actriz Rosario Dawson, en todas las series de televisión del Universo cinematográfico de Marvel producidas en la plataforma de Netflix: Daredevil (2015-2016), Jessica Jones (2015), Luke Cage (2016), Iron Fist (2017) y Los Defensores (2017). En las series el personaje es una amalgama de Claire Temple y del personaje principal de los cómics de Night Nurse.

## Historial de publicaciones
Claire Temple apareció por primera vez en Luke Cage, Hero for Hire # 2 y fue creado por Archie Goodwin y George Tuska.
El personaje del superhéroe afroamericano Luke Cage se creó poco después de que las películas de Blaxploitation emergieran como un nuevo género popular.

## Historia

### Luke Cage
Luke Cage conoce a la Dra, Claire Temple, que trabaja con el Dr. Noah Burstein en su clínica escaparate de la calle 42. Cage ha sido disparado por hombres armados enviados por el criminal Diamondback, y Claire se sorprende al encontrarlo solamente herido por las balas. Ella es secuestrada posteriormente por Diamondback, quien descubre que Cage, es viejo amigo de Willis Stryker, el hombre que había enmarcado a Cage por el delito del que le envió a prisión. Cage libera a Claire, pero Diamondback es asesinado por una de sus propias armas. Claire corrobora la historia de Cage con la policía, y los dos se convierten en una relación sentimental. En 1973, Claire se sorprendió al ver a dos clientes agradecidos en besar a Cage, pero al pasar la Nochebuena juntos están agredidos dos veces por el penal Marley, quien Cage se somete después. Como Claire y Cage siguen saliendo, el Dr. Burstein, quién es parcialmente responsable de dar a Cage sus poderes, sigue manteniendo el secreto de Claire (el reportero de Daily Bugle, Phil Fox) que Cage escapó de la prisión. Cage es torturado por su complicidad en la muerte del criminal, Lionfang, pero Claire le ayuda a darse cuenta de que el villano se lo trajo. Después de haber descubierto el secreto de Cage, pero incapaz de publicarla, los equipos de Fox se unen con guardias némesis de la prisión de Cage, Billy Bob Rackham en vengarse de Cage al secuestrar a Claire. Ellos secuestran a la mujer equivocada, Fox es asesinado y la policía encuentra a Claire que sostiene el arma del crimen. Cage crea una distracción para hablar con Claire en la custodia, y ella le dice que ahora sabe que es un convicto fugado. Cage jura encontrar al verdadero asesino de Fox. Rackham se revela como el asesino, exonerando a Claire, que se reunió con Cage.
En el que actualmente se denomina, Luke Cage, Power Man # 18 (abril de 1974), Cage llora a su exnovia, Reva Connors, que había sido muerto a causa de su rivalidad con Willis Stryker. A pesar de la creencia de Cage que todo el que se acerca a él muere, él y Claire deciden permanecer juntos. La relación se prolonga durante años, con Claire a menudo en peligro debido a su conexión con Cage, y en 1976 su profesión ha causado mucho conflicto entre ellos. Cage es finalmente exonerado por el delito de que inicialmente lo puso en prisión, pero en el nuevo título de Power Man y Iron Fist # 50 (abril de 1978), Claire ya no puede manejar con él constantemente de estar en peligro, y se separan.
Claire y Cage se encuentran de nuevo en 1982, por primera vez en la escena del crimen, y luego, cuando se trata a las lesiones de su novia de él, Harmony Young. Cage insulto inadvertidamente a Claire mientras ella está tratando a su amigo, Rafael Scarfe, en 1983. Poco después, se decide dejar de luchar contra el crimen debido a que los ciudadanos locales parecen ingratos y burlones, pero ella lo convence de la importancia de su trabajo. Más adelante en la serie, Claire trata a un herido Iron Fist.

### Otras apariencias
En Black Goliath # 1 (febrero de 1976), Bill Foster / Black Goliath recuerda su matrimonio con su novia Claire y su eventual separación.
Claire trata a un Spider-Man completamente disfrazado después de su pelea con Hombre Cosa en Marvel Team-Up # 123 (noviembre de 1982).
Como parte de All-New, All-Different Marvel, Claire es una doctora que se especializa en tratar con implantes biónicos y humanos súper poderosos. Aparece por primera vez en diciembre de 2015 en Captain America: Sam Wilson # 4, donde trata al Capitán América (Sam Wilson) cuando Karl Malus lo transforma en hombre lobo y luego se muestra que está en contacto regular con Misty Knight.
Después de que Rage fue arrestado al ser acusado de un robo en una casa de empeño por Speed Demon y Hombre Montaña Marko y luego fue golpeado en el Bloque Z de la penitenciaría por los presos superpoderosos que había capturado anteriormente, fue llevado al hospital donde Sam le dice a Claire Temple que Rage no sobrevivirá debido al extenso daño cerebral que sufrió.
Durante el argumento de Secret Empire, Claire Temple estaba en un Manhattan cubierto por Darkforce tratando de atender a los civiles enfermos, mientras les dice a los Defensores que el hospital tiene suministros médicos limitados.

## En otros medios

### Televisión

#### Daredevil (2015-16)
- En el 2015, Marvel Cinematic Universe de la serie de TV por Internet, Netflix, Daredevil, Rosario Dawson interpreta a la enfermera Claire Temple, una amalgama del personaje de cómic del mismo nombre y Night Nurse.[27][28][29] En los cómics, Linda Carter de la serie de 1970 Night Nurse reaparece en Daredevil vol. 2, n. ° 58 (mayo de 2004), y se convierte en un personaje que los superhéroes, incluidos Luke Cage y Iron Fist, buscan fuera de los registros de atención médica.[30][31][32][33][34] Aparece por primera vez en la Temporada 1, episodio "Cut Man", Claire es una enfermera de la sala de emergencias que ayuda al vigilante ciego Matt Murdock después de que se lo encuentre gravemente herido en un contenedor de basura.[31][35] Atrapada en el conflicto de Murdock con los mafiosos rusos, es secuestrada y golpeada mientras los delincuentes lo buscan.[36] Él salva a Claire, y los dos tienen un breve encuentro romántico antes de que ella exprese su preocupación de que él podría ser cada vez más como sus enemigos.[37] Al darse cuenta de que sus actividades nocturnas son un obstáculo, retoman su dinámica anterior de enfermera y paciente, ya que Claire sigue preocupándose por él.[38]
- El personaje vuelve en la temporada 2.[39] Ella ayuda a Matt curando secretamente a algunos adolescentes que fueron tomados como rehenes y que tomaron su sangre de La Mano. Después de ver que a los adolescentes también les lavaron el cerebro (cuando uno de ellos mató a su propio padre), los ninjas de la Mano llegan para reclamarlos. Durante el encuentro, una compañera de enfermería es asesinada y ella golpea a uno de los ninja por la ventana antes de que ella misma se caiga y sea rescatada por Daredevil. Cuando el hospital planea barrerlo debajo de la alfombra y está más preocupado por su futuro financiero que por descubrir qué sucedió, ella renuncia.[40]

#### Jessica Jones (2015)
- Dawson repitió su papel en la serie de UCM 2015, Jessica Jones.[41] En la primera temporada, episodio "AKA Smile", Claire ayuda a Jessica Jones, cuando el "inquebrantable" Luke Cage está gravemente herido y descubre que él se fue al final.[42]

#### Luke Cage (2016-18)
- Dawson también aparece como Claire en la serie de Netflix, Luke Cage.[43][44] Según Marvel, "su amistad floreciente con Cage tendrá un gran impacto en la vida de ambos personajes".[45] Después de renunciar a su trabajo tras los eventos de la segunda temporada de Daredevil, ella regresa a su hogar en Harlem y se reúne con su madre latina, Soledad. Ella expresa un deseo de ayudar a los superhumanos como Matt y Luke, y se encuentra con Cage en uno de los restaurantes. Ella ayuda a Cage a enfrentarse al señor del crimen Diamondback y lleva a Luke a Georgia cuando está gravemente herido por balas especializadas. Ella trabaja junto con Noah Burstein (quien le dio a Luke sus poderes en Seagate) para ayudar a Luke a recuperarse. Al final de la temporada, ella y Luke expresan su amor el uno por el otro, pero Luke es llevado de regreso a Seagate antes de que puedan ir a su primera cita. Ella fue vista por última vez interesada en el entrenamiento de artes marciales de Colleen Wing.[46]
- Aparece en la segunda temporada, al estar con Cage, pero corta su relación por un tiempo debido a su comportamiento.

#### Iron Fist (2017)
- Dawson repitió su papel de Claire Temple en la serie de televisión Iron Fist.[47] En la primera temporada, ella se alía con Danny Rand / Iron Fist y se convierte en estudiante en el dojo de Colleen Wing, luego de enfrentarse nuevamente a La Mano, al recordar que fue capturada por esa malvada organización.

#### Los Defensores (2017)
- Dawson también repitió su papel de Claire Temple en la miniserie, The Defenders.[48] En esta serie, Temple aparece como exenfermera para dar asistencia a Los Defensores (Murdock, Jones, Cage y Rand), al reencontrarse con ellos al verlos, cuando éstos la necesitan y termina convirtiéndose en la amiga y confidente del grupo, para ayudarlos en acabar con La Mano.

### Videojuegos
- Claire Temple aparece como un personaje jugable en Marvel Avengers Academy,[49] con la voz de Tiana Camacho.[50]